# إدوارد كولينز
إدوارد كولينز (بالإنجليزية: Edward Collins)‏ هو سياسي أسترالي، ولد في 28 مارس 1866، وتوفي في 8 أبريل 1936. انتخب عضو المجلس التشريعي نيو ساوث ويلز.